# Ted Marchand
Justus Emanuel (Ted) Marchand (Amsterdam, 27 september 1914 - Hadera, 26 september 2015) was een Nederlands verzetsstrijder van Joodse afkomst tijdens de Tweede Wereldoorlog. Hij was actief voor de verzetsgroep van Herman Troeder en overleefde het concentratiekamp Auschwitz.

## Levensloop

### Vroege jaren
Marchand was zoon van Isaäc Marchand (1879-1963), fabrieksvertegenwoordiger van beroep, en Rachel de Groot (1879-1943). Justus Marchand verhuisde toen hij veertien was naar Hilversum, waar hij de hbs volgde. Marchand was aangesloten bij de zionistische jeugdgroep Hatsa'sier en de Joodse Jeugdfederatie. Na de hbs vond Marchand werk bij de firma Van der Rijn, waar hij opklom tot administrateur. In januari 1940 trouwde Marchand met Hetty Lisbeth Monasch (1914-2007). Tijdens de meidagen van 1940 was Marchand gelegerd in de omgeving van Den Helder. Zijn onderdeel was niet betrokken bij gevechten.

### Verzetswerk
In juli 1942 besloot Marchand samen met zijn vrouw onder te duiken. Hun eerste onderduikadres was in Bovenkerk. Daarna volgde onder andere adressen in Epe, Hilversum en Laren. Van een oude legerkameraad mocht Marchand het persoonsbewijs gebruiken - de foto werd vervangen - waardoor hij door het leven ging als Theodoor Victor George Korthals van Schooten, roepnaam Ted.  Die naam zou hij na de oorlog aanhouden. Ted en Hetty Marchand raakten in Laren betrokken bij de verzetsgroep rond de Joodse Herman Troeder. De groep werd gefinancierd door de zakenman Sam van Perlstein. Het verzetswerk van Marchand bestond onder andere uit koeriersdiensten, het helpen van Joodse onderduikers en het ariseren van Joden (met al dan niet vervalste afstammingspapieren de niet-Joodse achtergrond aantonen van personen die als Joods geregistreerd stonden).

### Arrestatie
Marchands ouders zaten in Eindhoven ondergedoken. Op 8 september 1943 maakte Radio Oranje de Italiaanse overgave bekend. Rachel Marchand-de Groot hoorde gejuich van huisgenoten en snelde de trap af, richting de ruimte waar de radio stond. Daarbij viel ze en overleed aan een schedelbreuk. Ted Marchand woonde de begrafenis bij, waarna hij zijn vader meenam vanuit Eindhoven. Een paar dagen na de dood van zijn moeder viel Marchand zelf in handen van de Duitsers. Hij werd Marchand gearresteerd op station Utrecht Centraal door Zeister politieman Evert Drost. Drost was Marchand op het spoor gekomen via een andere opgepakte verzetsman, die door Drost gedwongen werd een afspraak te maken met Marchand. Marchand probeerde te vluchten, maar werd getroffen door twee kogels. Een schampschot in het hoofd en twee kogels in de rug. Marchand herstelde vrij snel van zijn verwondingen en kwam terecht in het Huis van bewaring in Groningen. Marchand was onder zijn schuilnaam geregistreerd en niet herkend als Jood. In oktober 1943 volgde overplaatsing naar Kamp Vught. Hij werd een aantal weken tewerkgesteld bij Moerdijk. In december 1943 herkende iemand hem daar, waardoor zijn ware identiteit bij de Duitsers bekend werd. Terug in Vught kwam Marchand in de strafcompagnie terecht.

### Deportatie
Marchand werd op 21 maart 1944 overgebracht naar Kamp Westerbork. Na twee dagen in de strafbarak volgde deportatie naar Auschwitz. Daar kwam hij terecht in het buitenkamp Monowitz. Marchand werkte op een kantoor in een administratieve functie, waardoor hij de periode in Auschwitz - vergeleken met andere gevangenen - relatief goed doorkwam. Via een Nederlandse niet-Joodse arbeider wist hij een aantal brieven naar zijn vrouw in Nederland te sturen om te laten weten dat hij nog leefde. Na de ontruiming van Auschwitz in januari 1945 volgde een zware reis naar het kamp Mittelbau-Dora in het midden van Duitsland. Op het moment dat het kamp door geallieerde troepen bevrijd werd woog Marchand nog maar 36 kilo.

### Naoorlogse jaren
Na een aantal weken keerde Marchand naar Nederland terug, waar hij herenigd met zijn vrouw die de oorlog veilig was doorgekomen. Hij nam in 1946 dienst bij de Nederlandse landmacht. Een jaar later emigreerde Marchand met zijn vrouw en pasgeboren zoon in Palestina. Kort na aankomst in Palestina zag een tweede zoon het levenslicht. Marchand vocht mee in de Israëlische Onafhankelijkheidsoorlog. Hij hielp aan de verovering van Galilea. Na zijn ontslag uit het leger in 1949 ging Marchand aan de slag als landbouwknecht. Vervolgens werkte hij voor een bank, om daarna een eigen kippenboerderij en citrusplantage te beginnen. 